# Lee Jae-won
Lee Jae-won (ur. 5 kwietnia 1980 r. w Korei Południowej) – południowokoreański piosenkarz, raper i aktor. Jest absolwentem Kyonggi University. Należał kiedyś do dwóch grup muzycznych: H.O.T. i JTL.

## Albumy
- 2005 No Pain, No Gain
- 2007 Lee Jae Won vol.1.5

## Filmografia
- Age of Peace (2000)
- Made for Man and Wife TV Series (2004)
- Special of My Life TV Series (2006)